# 圓頓寺 (名古屋市)
圓頓寺（えんどんじ）は愛知県名古屋市西区那古野一丁目11番7号にある日蓮宗の寺院。山号は長久山（ちょうきゅうさん）。旧本山は、京都立本寺。生師法縁。円頓寺とも表記される

## 由緒

### 近代以前
承応3年（1654年）に普敬院日言により廣井村八軒屋敷（現在地より南寄り、名古屋国際センター付近）に創建。本堂を建てる際に名古屋城天守閣の余材を拝領したと言われている。当初は日言の院号である普敬院を寺号としたが、明暦2年（1655年）に立本寺の末寺となって長久山圓頓寺と改めた。
その後、三世・一性院日良が藩主徳川光友らのために祈祷を行なうなど尾張徳川家との縁を深め、元禄7年（1694年）には七面木像や葵紋付桃灯、光友直筆の詩歌2幅などを拝領している。
元禄13年（1700年）の大火で被害を受けたが再建。享保4年（1719年）には永代聖人地となったが、享保9年（1724年）5月13日の大火で堂宇・什宝を含む全山を焼失したため、現在の所在地にあった清水八郎左衛門屋敷を買い取って移転した。この火災の後、堀川沿いの道が拡幅されて四間道と呼ばれるようになっている。以降、江戸時代を通じて複数回の建て替えや修繕が行なわれ、堀川の五条橋から寺の正面を通って江川の上畠橋まで西に伸びる道は圓頓寺筋と呼ばれて門前町（現在の円頓寺商店街）も形成された。

### 近代
1888年（明治21年）3月、新たな堂宇が建てられたが、1945年（昭和20年）3月の名古屋大空襲で山門を除いて全焼した。1953年（昭和28年）までに本堂などが再建された。近年になって諸堂の建て替えが行なわれており、現在では商店街の一角に佇む。

## 諸堂
- 鬼子母神堂
  - 尾張藩初代藩主徳川義直の側室であった貞松院（津田信益の次女）が寄進した鬼子母神像を祀る。像は創建当時の本堂と同じく名古屋城天守閣の余材で作られたと伝わり、現在では5月18日に公開されている。現在の堂は1973年（昭和48年）に再建されたもの。
- 長久稲荷堂

## 催し物
円頓寺商店街に面した駐車場は、2019年8月1日～10月11日の木曜日から日曜日に開催されたあいちトリエンナーレ2019『円頓寺デイリーライブ』の会場となった。

## 交通アクセス
- 名古屋市営地下鉄桜通線 国際センター駅から徒歩で約5分。
- 名古屋市営バス「明道町」停留所から徒歩で約3分。